# تعقیب تک‌موج‌ها
تعقیب تک‌موج‌ها (به انگلیسی: Chasing Mavericks) یا تعقیب ماوریکس فیلمی محصول سال ۲۰۱۲ و به کارگردانی کرتیس هنسن و مایکل اپتد است. در این فیلم بازیگرانی همچون جرارد باتلر، جانی وستن، الیزابت شو، ابیگیل اسپنسر، لون رامبین، تیلور هندلی و اسکات ایستوود ایفای نقش کرده‌اند.